# Lily Hildebrandt
Lily Hildebrandt, geborene Lily Uhlmann (geboren 16. Oktober 1887 in Fürth; gestorben 3. September 1974 in Stuttgart) war eine deutsche Malerin, Grafikerin, Kunsthandwerkerin, Glasmalerin und Fotografin.

## Leben
Lily Uhlmann entstammte einer großbürgerlichen jüdischen Familie; ihr Vater Sebastian Uhlmann war Direktor der Berliner Union-Werke Mannheim–Berlin. Die Eltern wurden 1908 konfessionslos, Lily wurde evangelisch getauft. Am 26. April 1908 heiratete sie den Kunsthistoriker Hans Hildebrandt; 1914 wurde der gemeinsame Sohn Rainer geboren.
Hildebrandt unterstützte die wissenschaftliche Arbeit ihres Mannes vielfach organisatorisch und mit Recherchen; 1928 veröffentlichte Hans Hildebrandt Die Frau als Künstlerin. Der Beitrag von Lily Hildebrandt zur Materialsammlung wird in der jüngeren Presseberichterstattung hervorgehoben.
1919 lernte sie Walter Gropius anlässlich einer Werkbund-Tagung in Stuttgart persönlich kennen; aus der zunächst engen Beziehung entwickelte sich eine lebenslange Freundschaft, die sich in umfangreicher Korrespondenz niederschlug.

## Künstlerische Laufbahn
Uhlmann studierte seit 1905/06 an der privaten Malschule von Adolf Meyer in Berlin und war 1907 Teilnehmerin des Sommer-Kurses von Adolf Hölzel in Dachau (u. a. mit Ida Kerkovius). 1911 zog das Ehepaar nach Stuttgart, wo Hans Hildebrandt Privatdozent wurde. Lily Hildebrandt studierte vom Sommersemester 1911 bis Wintersemester 1912/13 an der Königlich Württembergischen Kunstschule und wurde im Herbst 1912 Meisterschülerin Hölzels.
Das Haus der Familie in der Gerokstraße entwickelte sich zu einem Treffpunkt der Stuttgarter Moderne (u. a. Johannes Itten, Oskar Schlemmer, Willi Baumeister).
Früh zeigte Hildebrandt auf Ausstellungen: 1913 beteiligte sie sich an der Juryfreien Kunstschau im Berliner Sezessionshaus, 1914 stellte sie im Kunsthaus Schaller (Stuttgart) aus. 1918 erschien ihr von ihr illustriertes Kinderbuch Klein-Rainers Weltreise (Dietrich, München). Ab 1918 entstanden Hinterglasbilder; 1927 widmete ihr die Berliner Galerie Fritz Gurlitt eine erste Einzelausstellung mit Hinterglasarbeiten, 1931 folgte eine Ausstellung im Kunsthaus Schaller (Stuttgart).

## Berufsverbot und NS-Zeit
Nach 1933 erhielt Hildebrandt Berufsverbot als Journalistin; ihr Werk wurde in der NS-Presse nicht mehr besprochen. Am 3. April 1934 wurde ihr Gesuch um Aufnahme in die Reichskammer der Bildenden Künste abgelehnt; damit war sie auch als Malerin und Grafikerin ausgeschlossen. 1936 ermöglichte Walter Gropius ihre Teilnahme an einer Ausstellung der Modern Gallery in London. 1937 wurde Hans Hildebrandt wegen „jüdischer Versippung“ aus dem Lehrkörper der Technischen Hochschule Stuttgart entfernt. 1943 wurde der Sohn Rainer wegen „Zersetzung der Wehrkraft“ verhaftet; Lily Hildebrandt gab 1944 ihre künstlerische Tätigkeit auf.
Zum Schutz vor weiterer Verfolgung wurde Hildebrandts Herkunft behördlich überprüft; die Vorgänge sind in der Literatur zur TH Stuttgart dokumentiert.
Nach 1945 kehrte Hans Hildebrandt an die Hochschule zurück; Lily Hildebrandt blieb eine feste Größe im Stuttgarter Kunstleben.

## Nachlass, Rezeption und Würdigung
1961 war sie in der Ausstellung Hölzel und sein Kreis vertreten; postum widmeten ihr 1988 die Galerie Schlichtenmaier (Grafenau-Dätzingen) und 1997 Das Verborgene Museum (Berlin) Einzelausstellungen (in Kooperation mit dem Bauhaus-Archiv). In den Beständen des Museum of Modern Art (New York) befindet sich – über die Sammlerin Katherine Dreier – das Hinterglasbild Springende Pferde.
Ihr schriftlicher und fotografischer Nachlass (Korrespondenz, Pressedokumentation, Manuskripte) wird im Getty Research Institute (Los Angeles) verwahrt.
2025 wurde Hildebrandts Biografie im Kontext der Ausstellung Widerstände. Jüdische Designerinnen der Moderne im Jüdischen Museum Berlin erneut thematisiert; die Presse hob u. a. ihre Rolle als Netzwerkerin und Unterstützerin hervor.

### Ehrung
In Stuttgart-Stammheim ist im Neubaugebiet Langenäcker-Wiesert eine Straße nach Lily Hildebrandt benannt (Lily-Hildebrandt-Straße).

## Werke (Auswahl)
Gemälde
- Frauenkopf, 1912/1913
- Doppelporträt, um 1914
- Nacht im Park, o. J.

Hinterglasbilder
- Nächtliche Fahrt, 1921
- Die Brücke, 1921
- Gespensterhaus, 1926

Kinderbuch
- Klein-Rainers Weltreise, München 1918[19]

## Ausstellungen (Auswahl)
- 1913: Juryfreie Kunstschau, Berlin[20]
- 1914: Kunsthaus Schaller, Stuttgart[5]
- 1920: Üecht-Gruppe Stuttgart, 2. Herbstschau Neuer Kunst[5]
- 1927: Galerie Fritz Gurlitt, Berlin (Einzelausstellung, Hinterglasbilder)[5]
- 1931: Kunsthaus Schaller, Stuttgart[5]
- 1936: Modern Gallery, London (auf Vermittlung Walter Gropius)[5]
- 1961: Hölzel und sein Kreis, Stuttgart[21]
- 1988: Lily Hildebrandt, 1887–1974, Galerie Schlichtenmaier, Schloss Dätzingen[5]
- 1997: Lily Hildebrandt, 1887–1974, Das Verborgene Museum, Berlin[5]